# Sebastian Lindholm

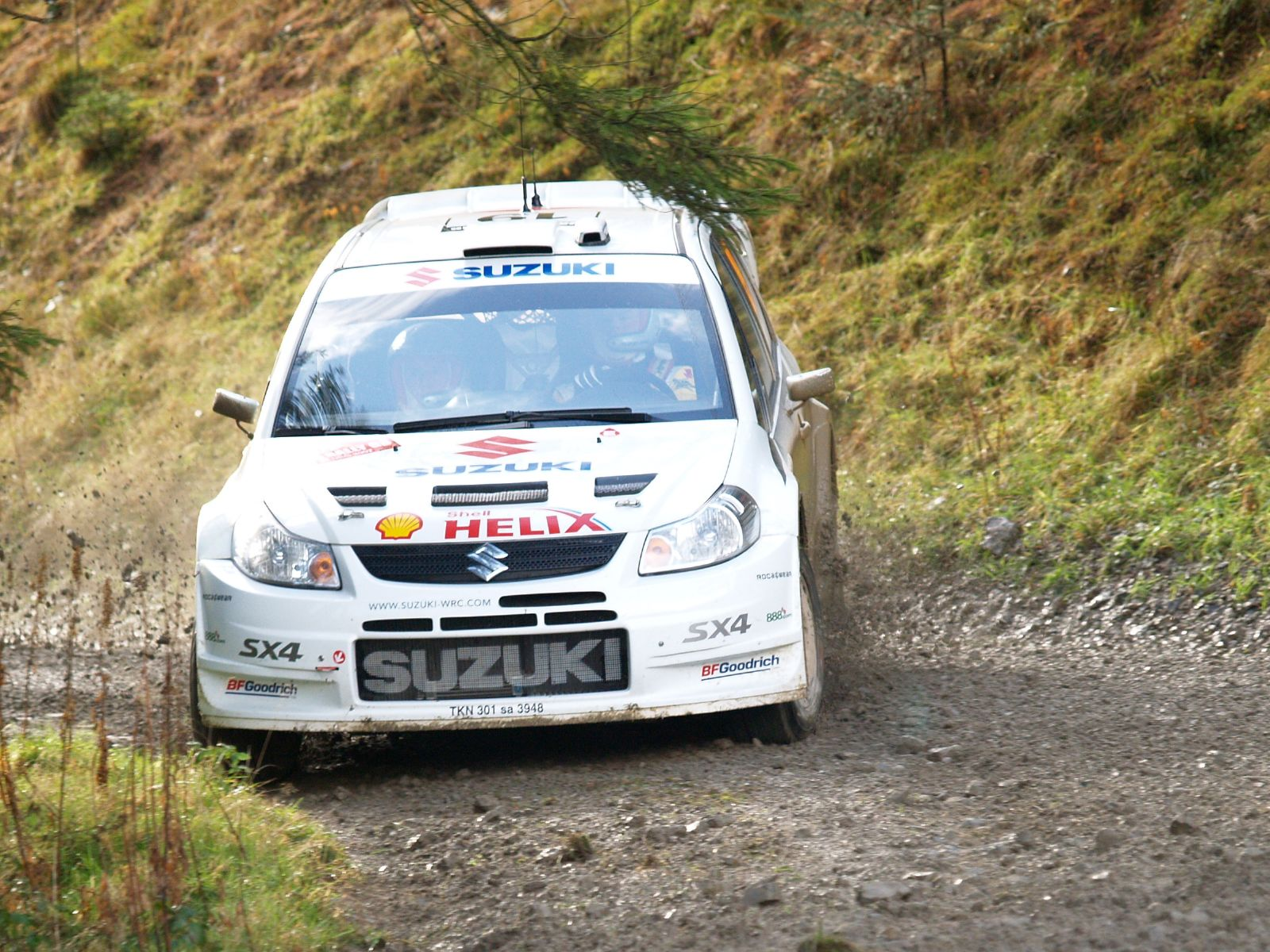
Sebastian Lindholm w Suzuki SX4 WRC podczas Rajdu Walii w 2007 roku.

Sebastian Lindholm (ur. 30 stycznia 1961 w Helsinkach) – fiński kierowca rajdowy. W swojej karierze ośmiokrotnie mistrzem Finlandii. W swojej karierze zaliczył 37 startów w Mistrzostwach Świata.
W 1982 roku Lindholm zaliczył swój debiut w rajdach. W 1984 roku zadebiutował w Rajdowych Mistrzostwach Świata. Pilotowany przez Görana Nyberga i jadący Oplem Asconą nie ukończył wówczas Rajdu Finlandii. W kolejnych latach startował w Mistrzostwach Świata głównie w Rajdzie Finlandii, Rajdzie Szwecji i Rajdzie Wielkiej Brytanii. Od 1997 roku startował samochodami klasy WRC - Fordem Escortem WRC, Peugeotem 206 WRC, Peugeotem 307 WRC i Suzuki SX4 WRC. W 1997 roku podczas rajdu Finlandii zajął 4. miejsce, najwyższe w swojej karierze, kończąc go za rodakami Tommim Mäkinenem, Juhą Kankkunenem i Jarmo Kytölehto. Od 1984 do 2007 roku wystąpił w 37 rajdach w ramach Mistrzostw Świata. Zdobył w nich łącznie 38 punktów.
Swoje sukcesy Lindholm osiągał również na niwie krajowej. W 1990 roku wywalczył swój pierwszy tytuł mistrza Finlandii jadąc Lancią Deltą Integrale 16V. W latach 1993, 1995, 2000, 2002, 2003, 2004 i 2006 także zostawał mistrzem kraju. Startował wówczas takimi samochodami jak: Ford Escort RS Cosworth, Peugeot 206 WRC i Toyota Corolla WRC.
W 2009 roku podczas Rajdu Estonii Lindholm przy prędkości 160 km/h wypadł z trasy i trafił kibica, który zmarł w wyniku obrażeń.

## Występy w mistrzostwach świata
| Rok  | Rajd                                 | Pilot              | Samochód                    | Pozycja      |
| ---- | ------------------------------------ | ------------------ | --------------------------- | ------------ |
| 1984 | Rajd Finlandii                       | Göran Nyberg       | Opel Ascona                 | nie ukończył |
| 1985 | Rajd Finlandii                       | Staffan Pettersson | Audi 80 Quattro             | 10. miejsce  |
| 1986 | Rajd Szwecji                         | Juha Saarinen      | Audi 80 Quattro             | nie ukończył |
| 1986 | Rajd Finlandii                       | Juha Saarinen      | Audi 80 Quattro             | 13. miejsce  |
| 1987 | Rajd Finlandii                       | Staffan Pettersson | Audi Quattro                | 7. miejsce   |
| 1988 | Rajd Szwecji                         | Juha Saarinen      | Audi Quattro                | 9. miejsce   |
| 1988 | Rajd Portugalii                      | Steve Bond         | Audi Quattro                | nie ukończył |
| 1988 | Rajd Grecji                          | Steve Bond         | Audi Quattro                | nie ukończył |
| 1988 | Rajd Finlandii                       | Steve Bond         | Lancia Delta Integrale      | nie ukończył |
| 1988 | Rajd Wielkiej Brytanii               | Juha Saarinen      | Audi Quattro                | nie ukończył |
| 1989 | Rajd Szwecji                         | Pentti Kuukkala    | Lancia Delta Integrale      | 6. miejsce   |
| 1989 | Rajd Finlandii                       | Staffan Pettersson | Lancia Delta Integrale      | nie ukończył |
| 1989 | Rajd Wielkiej Brytanii               | Seppo Harjanne     | Lancia Delta Integrale      | nie ukończył |
| 1990 | Rajd Finlandii                       | Timo Hantunen      | Lancia Delta Integrale 16V  | 8. miejsce   |
| 1991 | Rajd Finlandii                       | Cedric Wrede       | Ford Sierra RS Cosworth 4x4 | nie ukończył |
| 1992 | Rajd Szwecji                         | Timo Hantunen      | Ford Sierra RS Cosworth 4x4 | nie ukończył |
| 1992 | Rajd Finlandii                       | Timo Hantunen      | Ford Sierra RS Cosworth 4x4 | 7. miejsce   |
| 1993 | Rajd Szwecji                         | Timo Hantunen      | Ford Escort RS Cosworth     | nie ukończył |
| 1993 | Rajd Finlandii                       | Timo Hantunen      | Ford Escort RS Cosworth     | 6. miejsce   |
| 1993 | Rajd Wielkiej Brytanii               | Timo Hakala        | Ford Escort RS Cosworth     | nie ukończył |
| 1994 | Rajd Finlandii                       | Timo Hantunen      | Ford Escort RS Cosworth     | nie ukończył |
| 1995 | Rajd Finlandii (samochody 2-litrowe) | Timo Hantunen      | Ford Escort RS Cosworth     | nie ukończył |
| 1995 | Rajd Wielkiej Brytanii               | Ilkka Riipinen     | Ford Escort RS 2000         | nie ukończył |
| 1996 | Rajd Szwecji                         | Timo Hantunen      | Ford Escort RS Cosworth     | nie ukończył |
| 1996 | Rajd Finlandii                       | Timo Hantunen      | Ford Escort RS Cosworth     | 7. miejsce   |
| 1997 | Rajd Finlandii                       | Timo Hantunen      | Ford Escort WRC             | 4. miejsce   |
| 1998 | Rajd Finlandii                       | Timo Hantunen      | Ford Escort WRC             | nie ukończył |
| 1998 | Rajd Australii                       | Jukka Aho          | Ford Escort WRC             | 9. miejsce   |
| 1998 | Rajd Wielkiej Brytanii               | Jukka Aho          | Ford Escort WRC             | 5. miejsce   |
| 1999 | Rajd Szwecji                         | Jukka Aho          | Ford Escort WRC             | nie ukończył |
| 1999 | Rajd Finlandii                       | Jukka Aho          | Ford Escort WRC             | 7. miejsce   |
| 2000 | Rajd Finlandii                       | Jukka Aho          | Peugeot 206 WRC             | 5. miejsce   |
| 2001 | Rajd Finlandii                       | Timo Hantunen      | Peugeot 206 WRC             | 8. miejsce   |
| 2002 | Rajd Szwecji                         | Timo Hantunen      | Peugeot 206 WRC             | 9. miejsce   |
| 2002 | Rajd Finlandii                       | Timo Hantunen      | Peugeot 206 WRC             | 7. miejsce   |
| 2003 | Rajd Finlandii                       | Timo Hantunen      | Peugeot 206 WRC             | 8. miejsce   |
| 2004 | Rajd Finlandii                       | Tomi Tuominen      | Peugeot 307 WRC             | nie ukończył |
| 2005 | Rajd Finlandii                       | Tomi Tuominen      | Peugeot 307 WRC             | nie ukończył |
| 2007 | Rajd Walii                           | Tomi Tuominen      | Suzuki SX4 WRC              | 27. miejsce  |